# Гроно (гурт)
«Гроно» — український музичний гурт, що існував з 1989 по 1993 роки.
Засновником гурту «Гроно» став український музикант Тарас Петриненко. В 1970-ті роки Петриненко, який захоплювався рок-музикою та творчістю «Бітлз», заснував біг-біт-гурт «Еней». Після декількох змін складу та назв, 1974 року було створено ВІА «Візерунки шляхів», під музичним керівництвом Петриненка. Ансамбль записав однойменну платівку, що вийшла на студії «Мелодія» 1976 року, а коли музикантів запросили до Укрконцерту, то колектив змінив назву на «Гроно». Новостворений гурт проіснував майже рік, після чого Петриненка забрали в армію, а решта музикантів «Грона» перейшли до ВІА «Чарівні гітари».
На початку 1980-х років Петриненко переїхав до Росії, і повернувся до України лише 1986 року. Спочатку він виступав як сольний естрадний вокаліст, але невдовзі відновив гурт «Гроно», створивши його на базі іншого українського колективу «Фата Моргана». Другою солісткою ансамблю стала співачка Київського театру естради Тетяна Горобець. Разом «Гроном» Тарас Петриненко багато гастролював та записав альбом «Я професійний раб», що вийшов 1989 року. 1991 року було розпочато роботу над новим альбомом, але під час виступів у Сполучених Штатах музиканти вирішили залишитися за кордоном, не повернувшись до України. Петриненку довелося збирати новий склад «Грона», але 1993 року під час американських гастролей ситуація повторилася. Врешті решт гурт розпався, а свій наступний альбом «Господи, помилуй нас» Тарас Петриненко видав разом із Тетяною Горобець.

## Склад гурту
1989 рік, альбом «Я професійний раб»:
- Тетяна Горобець — спів,
- Ігор Шабловський — гітара,
- Мишко Котляренко — клавішні,
- Андрій Солоденко — клавішні,
- Микола Сіренко — ударні.